# Cathédrale Notre-Dame de Copenhague
Pour la cathédrale catholique, voir Cathédrale Saint-Ansgar de Copenhague.
La cathédrale Notre-Dame de Copenhague (en danois Københavns Domkirke mais aussi Vor Frue Kirke ou Frue Kirke) est la principale église luthérienne de Copenhague, la capitale du Danemark. C’est le siège du diocèse de la ville depuis 1924.

## Histoire

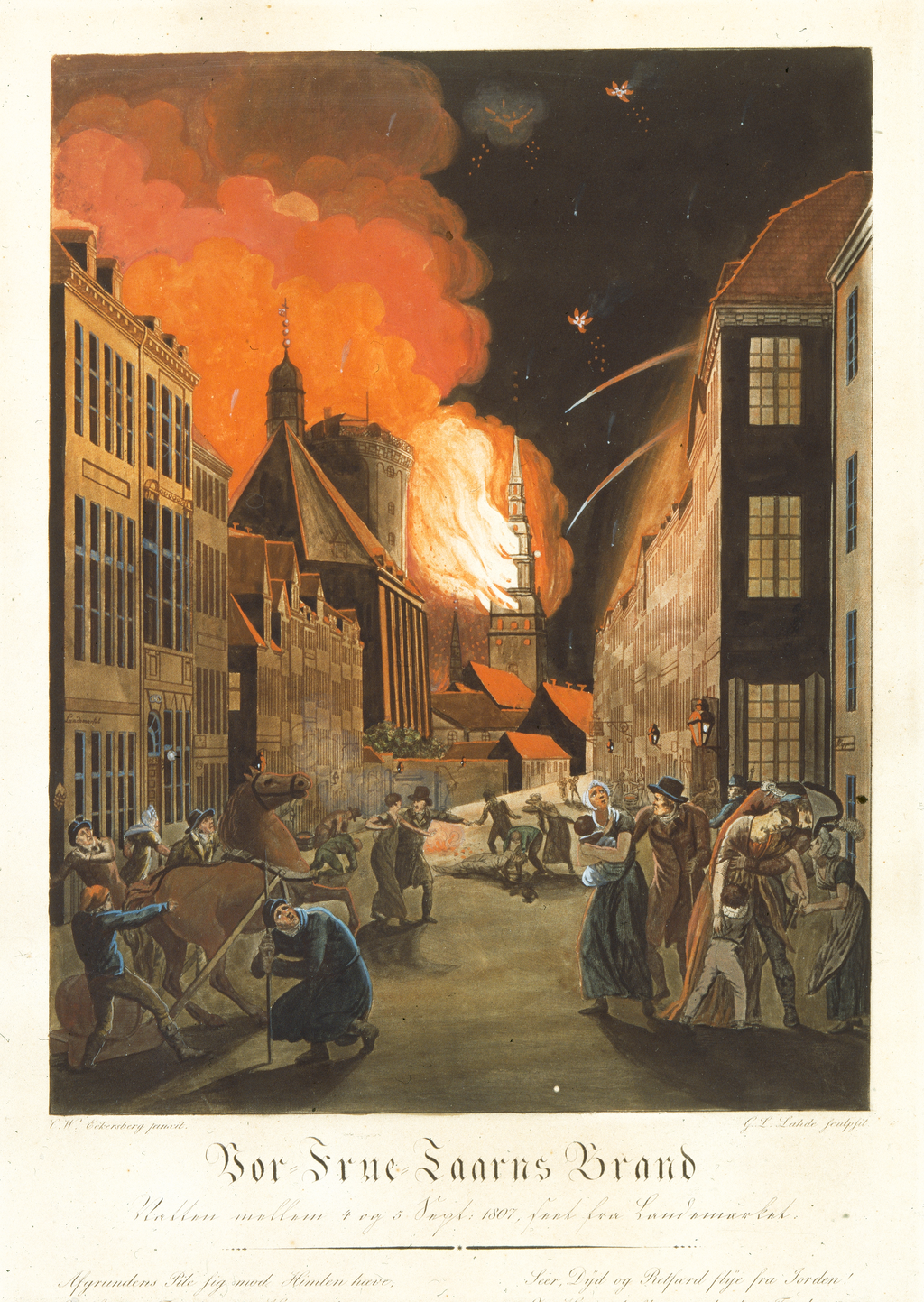
Incendie de la cathédrale en 1807, Christoffer Wilhelm Eckersberg.

La construction actuelle, de style néoclassique  et due à l’un des meilleurs architecte du pays Christian Frederik Hansen, date de 1829 et remplace un édifice du XIIe siècle construit par l’évêque Absalon, qui aurait été à l'origine de la fondation de Copenhague ; elle fut détruite par un incendie dans la nuit du 4 au 5 septembre 1807 lors du bombardement de la ville par la Royal Navy pendant la guerre anglo-danoise qui se déroula entre 1807 et 1814.
Par manque de budget, tous les détails décoratifs prévus par Hansen n’ont pu être ajoutés. La tour de 60 mètres de haut ressemble à l’ancien clocher, et est dotée de quatre cloches, dont une pèse près de 4 tonnes.  

## Architecture

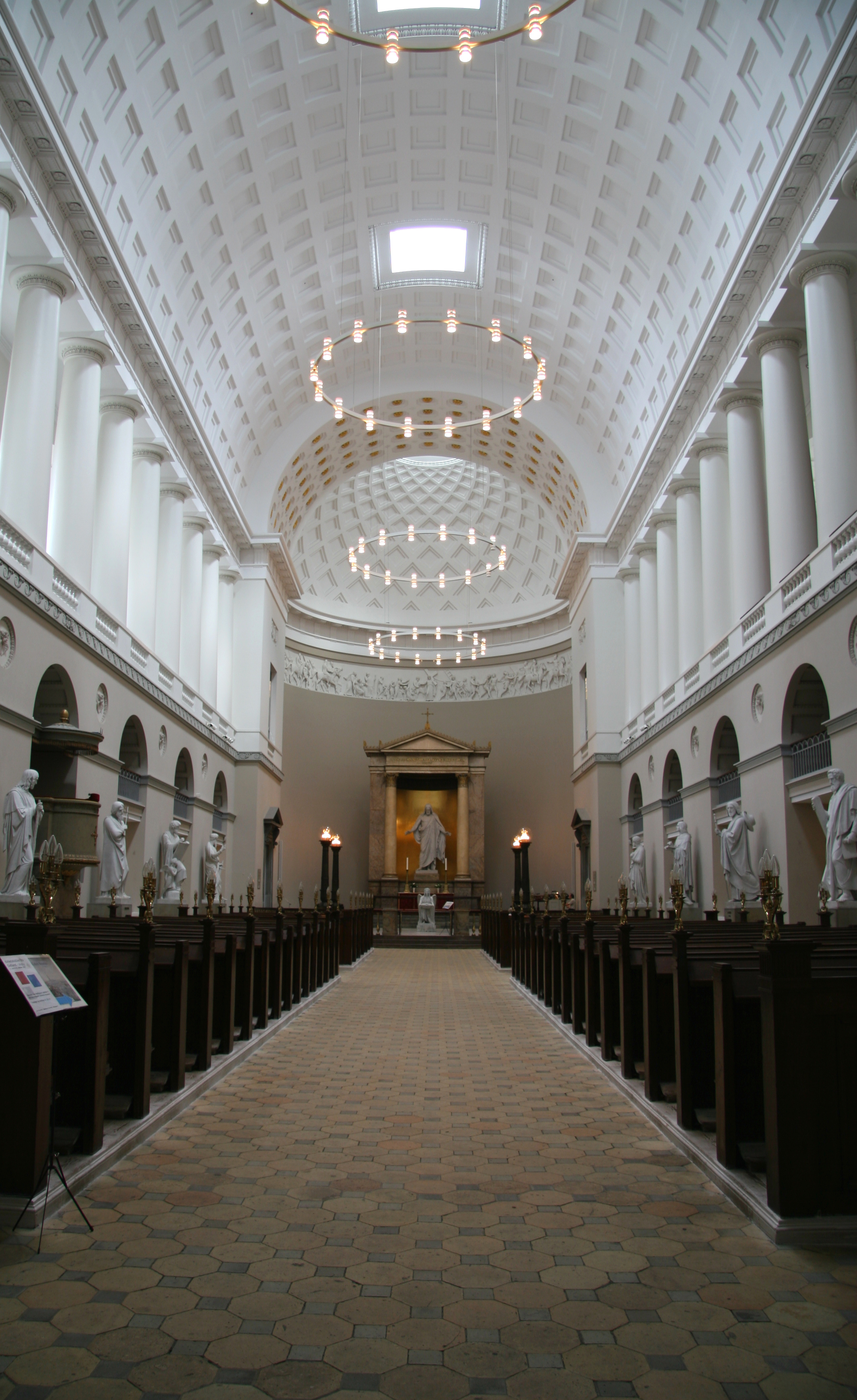
La nef de la cathédrale.

Le bâtiment mesure 83 m de long et 33 m de large. L'intérieur de la nef mesure 60 m de long et plus de 25 m du sol au plafond. La nef voûtée en berceau est percée par trois puits de lumière. Une quatrième ouverture dans le toit éclaire le chœur.
En incluant les galeries latérales, l'église peut accueillir plus de 1100 personnes. La tour, haute de 60 m, abrite les quatre cloches de l'église (Stormklokken pèse 4 tonnes et est la plus grande cloche du Danemark). La plus petite cloche de la tour, utilisée au service du matin entre autres, est la plus ancienne cloche du pays, datant de 1490 et provenant du monastère d'Antvorskov.
Le fronton est orné de bronzes de Jésus-Christ et des Apôtres. L'intérieur est également décoré des douze apôtres (un devant chacun des piliers de la nef centrale), le Christ ressuscité qui montre les plaies de son corps (dans une niche au-dessus de l'autel) et on trouve devant l'autel la fontaine baptismale surmontée d'un ange tenant une grande coquille Saint-Jacques, le tout en marbre de Carrare italien. Toutes ces sculptures ont été réalisées à Rome par le célèbre sculpteur danois Bertel Thorvaldsen.

Dans les allées, un buste en bronze de Bertel Thorvaldsen, fait par Herman Wilhelm Bissen, est exposé avec de nombreux portraits d'évêques et de doyens.